# 北海道大学大学院水産科学研究院・大学院水産科学院・水産学部

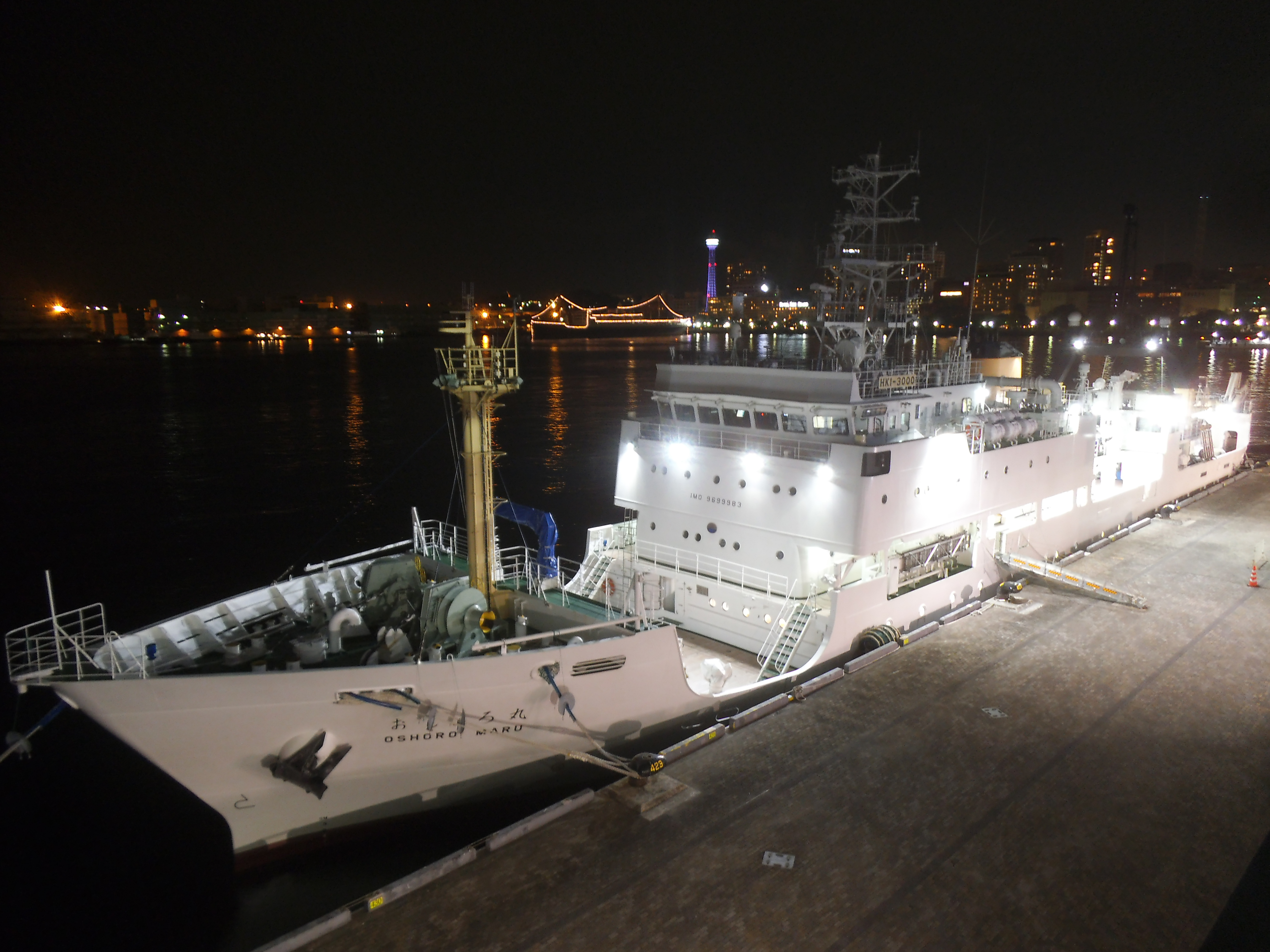
水産学部附属練習船おしょろ丸V世

北海道大学大学院水産科学研究院（ほっかいどうだいがくだいがくいんすいさんかがくけんきゅういん、英称：Faculty of Fisheries Sciences）および北海道大学大学院水産科学院（ほっかいどうだいがくだいがくいんすいさんかがくいん、英称:Graduate School of Fisheries Sciences）は、北海道大学大学院に設置される研究科以外の組織の一つである。また、北海道大学水産学部（ほっかいどうだいがくすいさんがくぶ、英称：School of Fisheries Sciences）は、北海道大学に設置される学部の一つである。

## 概要
北海道大学水産学部は、札幌農学校水産学科として1907年に設立された。大学院水産学研究科が設置され、附属練習船としておしょろ丸を保有している。
札幌農学校時代に札幌に設立された水産学科を起源とする学部ではあるが、1935年より十数年間、函館高等水産学校として分離していた時期があり、その名残で現在も函館市内に水産学部・水産学研究院専用のキャンパスを有する。

## 沿革
- 1907年 - 札幌農学校に水産学科を設置[1]。
- 1909年 - 忍路丸が竣工[1]。
- 1918年 - 北海道帝国大学附属水産専門部に改組[1]。
- 1935年 - 函館高等水産学校に改組[1]。
- 1949年 - 北海道大学水産学部に改組[1]。
- 1953年 - 大学院を設置。1963年より水産学研究科と命名[1]。
- 2000年 - 大学院重点化。水産科学研究科に名称変更[1]。
- 2005年 - 大学院水産科学研究科を水産科学研究院と水産学院に再編[1]。

## 学科
- 入学定員215人[2]
  - 海洋生物科学科[2]
  - 海洋資源科学科[2]
  - 増殖生命科学科[2]
  - 資源機能化学科[2]

## 著名な出身者

### 政治
- 横山信一 - 元復興副大臣、元函館水産試験場資源管理科長
- 藤原弘 - 元根室市長、元北海道水産部長
- 橋本作市 - 元留萌市長、元留萌市議会副議長
- 志村和雄 - 元小樽市長、元小樽市助役
- 芦部啓太郎 - 元駒ヶ根市長、元赤穂信用組合理事長、元全国信用金庫協会副会長

### 行政
- 岡井正男 - 元水産庁長官、元極洋捕鯨副社長
- 長谷成人 - 元水産庁長官、海洋水産技術協議会議長
- 吉澤慶信 - 元北海道副知事、元苫小牧東部開発社長、元AIRDO会長

### 経済
- 菊繁一郎 - 元テバ製薬社長兼CEO、元大正薬品工業社長
- 長沼昭夫 - きのとや創業者・元社長、北海道菓子協会理事長、スイーツ王国さっぽろ推進協議会会長
- 樋口達夫 - 大塚ホールディングス社長兼CEO、元大塚製薬社長兼CEO、日本製薬団体連合会副会長
- 細見典男 - 元日本水産社長、元日本冷蔵倉庫協会会長、大日本水産会副会長
- 横山清 - アークス社長、元ラルズ社長、初代新日本スーパーマーケット協会会長、元全国スーパーマーケット協会理事長

### マスコミ
- 村上由利子 - NHKアナウンサー
- 斉田季実治 - NHK気象キャスター、気象予報士
- 赤城敏正 - 元北海道放送アナウンサー
- 佐藤彩 - 北海道放送アナウンサー
- 飯島裕一 - 医学ジャーナリスト、評論家
- 斎藤綾乃 - フリーアナウンサー、気象予報士

### 研究
- 池田均 - 経済地理学、北海学園大学名誉教授、元北日本漁業経済学会会長
- 岩田明久 - 水産学、京都大学名誉教授、日本魚類学会賞
- 植松光夫 - 地球科学、東京大学名誉教授、埼玉県環境科学国際センター総長、元日本海洋学会会長、元日本大気化学会会長
- 帰山雅秀 - 魚類学、北海道大学名誉教授、日本動物学会論文賞
- 窪寺恒己 - 海洋生物学、元国立科学博物館分子生物多様性研究資料センター長
- グレフォ・ゲルン - 水産学、元サム・ラトゥランギ大学副学長
- 田村正 - 水産学、北海道大学名誉教授、日本水産学会功績章
- 津田敦 - 生態学、東京大学理事・副学長・教授、元日本プランクトン学会会長、元日本海洋学会副会長
- 新妻昭夫 - 動物学、元恵泉女学園大学教授、毎日出版文化賞
- 乗木新一郎 - 環境学、北海道大学名誉教授
- 仲谷一宏 - 海洋学、北海道大学名誉教授
- 原彰彦 - 水産増殖学、北海道大学名誉教授、南北海道学術振興財団理事長、元日本水産学会副会長
- 濱田武士 - 水産政策論、北海学園大学開発研究所長・教授
- 松浦啓一 - 魚類学、国立科学博物館名誉研究員、昭和記念筑波研究資料館館長、日本魚類学会会長
- 村田喜一 - 水産学、北海道大学名誉教授
- 山内晧平 - 水産増殖学、北海道大学名誉教授、紫綬褒章、産学官連携功労者表彰文部科学大臣賞
- 吉村克二 - 水産食品学、北海道大学名誉教授、函館市文化賞
- 渡邊良朗 - 海洋生物資源学、東京大学名誉教授、元水産海洋学会会長

### 文化
- 権平ひつじ - 漫画家
- 田中光常 - 動物写真家、紫綬褒章、日本写真批評家協会特別賞
- 初谷むい - 歌人

### その他
- 高橋春香 - 声優
- 藤尾仁志 - お笑い芸人（オクラホマ）※中退
- 増元照明 - 元北朝鮮による拉致被害者家族連絡会事務局長、元特定失踪者問題調査会常務理事
- 野村良太 - 登山家。第27回植村直己冒険賞受賞